# Pondok Tengah (Pegajahan)
Pondok Tengah is een bestuurslaag in het regentschap Serdang Bedagai van de provincie Noord-Sumatra, Indonesië. Pondok Tengah telt 915 inwoners (volkstelling 2010).